# サモア内戦
サモア内戦（英: Samoan Civil War）は、南太平洋のサモア諸島でサモア人同士が対立し合う中で勃発した紛争である。
この戦争は、大まかに1886年から1894年まで続き、主にマリエトア・ラウペパ、マタアファ・イオセフォのどちらがサモア王になるかでサモア人同士で戦っていた。
しかし、ドイツ軍が一部の局面で干渉した。また、アメリカ合衆国、ドイツ帝国、イギリスとの間で海軍の膠着状態が存在した。
1889年のアピアサイクロンにより、サモアに駐留していた6隻のドイツ船、アメリカ船が破壊されたことで、3国はラウペパを王にすることに決めた。

## 背景
ドイツは、当代の王マリエトア・ラウペパが簒奪され追放された後、タファイファすなわちサモアの王に選んだタマセセを守るためにサモアで戦った。タマセセとドイツの同盟は、人気があったサモア首長マタアファ・イオセフォが率いる対立派閥と対峙した。ドイツは、新帝国と商業的な利益を拡大しようと目論んでいた。アメリカもまた、サモアの商業的な利益を守ろうとして、3隻の戦艦、ヴァンデーリア、トレントン、ニプシックを島の監視のために派遣した。さらに、イギリスも同様に戦艦カリオペを派遣した。

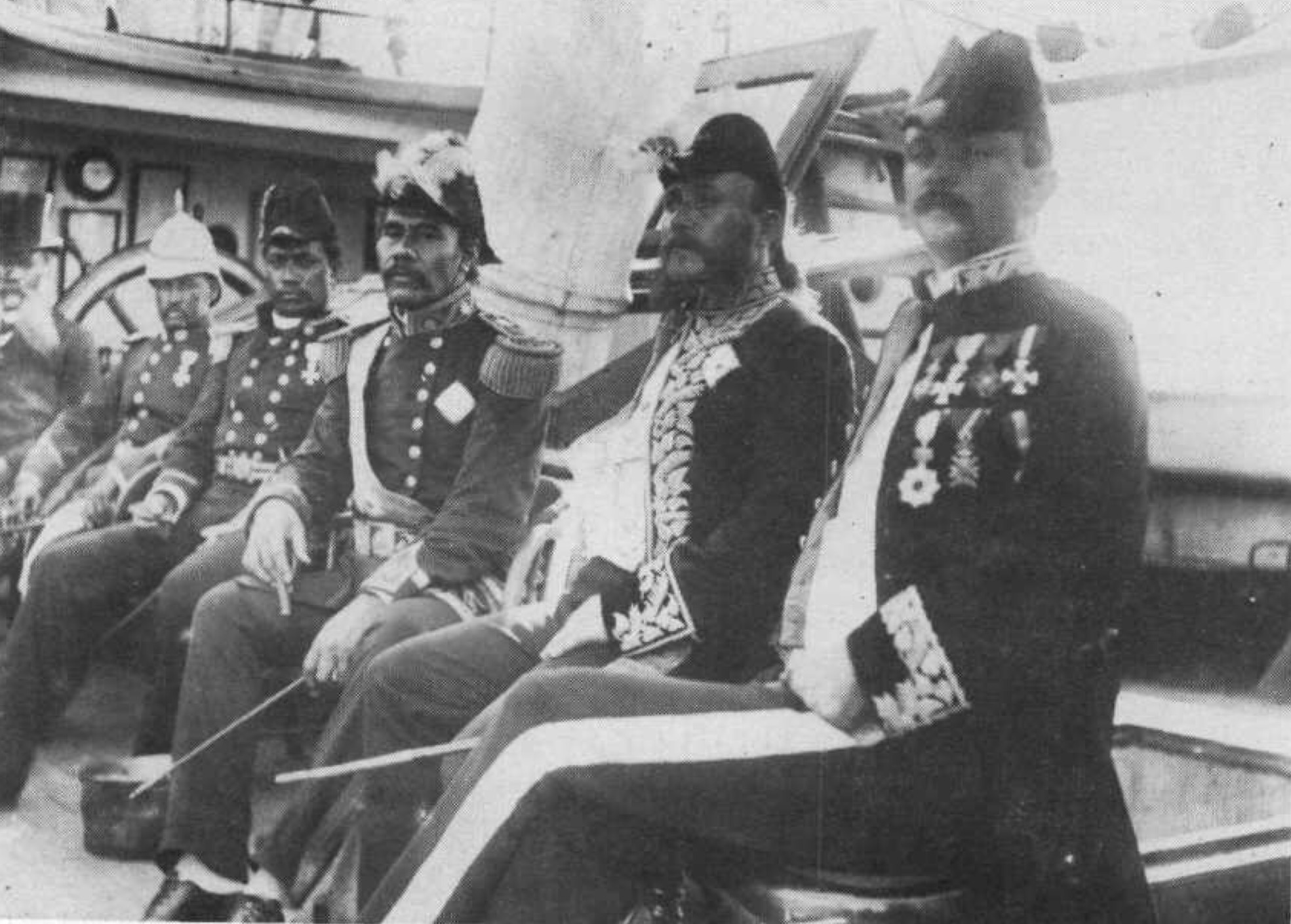
カイミロアに乗船中のハワイ使節とマリエトア・ラウペパ（1887年）

ハワイ王国の首相ウォルター・ギブソンは、長い間、太平洋において帝国を樹立することを目標にしていた。1887年、彼の政府は、植民地主義の権力に対抗するための同盟相手を探すために、国産の戦艦カイミロアをサモアに派遣した。それは、ドイツ海軍からの疑惑と乗組員の行動に対する当惑で終わった。

## 戦争
1887年、マタアファがいた反乱軍の村をドイツが砲撃し、アメリカ所有の財産を破壊したことで、アメリカとの緊張が高まった。ドイツが自らと対立する村に砲撃した後に、1889年9月のヴァイエルの戦いで、マタアファの戦士が侵略中のドイツ部隊を壊滅させ、彼らのプランテーションを略奪した。戦時中、アメリカ、イギリス、ドイツの戦艦はサモア危機として知られる膠着状態にあった。1889年のアピアサイクロンにより、アピア湾のドイツ戦艦とアメリカ戦艦が破壊され、敵対行為が停止したことで、西洋3国は最終的にラウペパをサモア王に復帰させることに合意した。しかし、サモアの紛争は1894年にラウペパ が復位するまで続いた。

## 第二次サモア内戦
9年後、マリエトア・ラウペパが死去し、1898年に第二次サモア内戦が勃発し、再び敵対行為が発生した。しかし、この紛争は、1899年の三国間条約により、諸島が分割されたことによってすぐに終結した。